# Jelena Wjatscheslawowna Dementjewa
Jelena Wjatscheslawowna Dementjewa (russisch Елена Вячеславовна Дементьева, wiss. Transliteration Elena Vjačeslavovna Dement'eva; * 15. Oktober 1981 in Moskau) ist eine ehemalige russische Tennisspielerin.

## Karriere
Dementjewa begann mit dem Tennissport, als sie sieben Jahre alt war. Sie spielte und trainierte mit ihrer Kollegin Anastassija Myskina teilweise sieben Stunden pro Tag. 1998 begann sie ihre Profikarriere, ein Jahr später erreichte sie bereits die Top 100.
2000 erreichte sie als erste russische Tennisspielerin das Halbfinale bei den US Open, das sie gegen Lindsay Davenport verlor. Im selben Jahr gewann sie die Silbermedaille bei den Olympischen Spielen in Sydney (Finalniederlage gegen Venus Williams). Ihren ersten WTA-Titel gewann sie 2003 in Amelia Island.
2004 stand sie zweimal im Finale eines Grand-Slam-Turniers. Bei den French Open verlor sie gegen Anastassija Myskina, bei den US Open unterlag sie Swetlana Kusnezowa. Am Saisonende 2005 rangierte Dementjewa auf Platz 8 der WTA-Weltrangliste. Zu allen Turnieren reiste sie mit ihrer Mutter Wera, die sie auch coachte und ihr (aus Aberglauben) vor jedem Spiel „Viel Glück!“ wünschen musste. Als Allrounderin fühlte sie sich auf jedem Belag wohl. Sie gehörte zu den schnellsten Tennisspielerinnen auf der Tour. Zu ihren größten Schwächen zählte der Aufschlag. Bemerkenswert war auch, dass sie in vielen Partien nach klarer Führung oft noch über drei Sätze gehen musste. Des Weiteren bezog sie viele Niederlagen gegen Spielerinnen, die nicht zu den Top 100 zählten. Nachdem sie 2004 das Finale der French Open erreicht hatte, schied sie z. B. in Wimbledon in der ersten Runde gegen Sandra Kleinová aus. Dazu kam 2004 eine weitere bittere Niederlage gegen Alicia Molik bei den Olympischen Spielen in Athen.

### 2006
Zum Saisonauftakt schied Dementjewa bei den Australian Open bereits in Runde eins mit 5:7 und 3:6 gegen die Deutsche Julia Schruff aus. Sie gewann jedoch das nachfolgende Turnier in Tokio mit einem 6:2, 6:0-Endspielsieg über Martina Hingis. Diese sagte nach dem Match über Jelena: „Wenn sie jedes Mal so spielen würde, müsste sie bald Grand-Slam-Turniere gewinnen.“
Beim Turnier von Indian Wells kam sie nach Siegen u. a. über Ana Ivanović, Li Na und Justine Henin ins Finale, das sie jedoch gegen ihre Landsfrau Marija Scharapowa mit 1:6 und 2:6 verlor. Bei den French Open unterlag sie in Runde drei Shahar Peer mit 4:6, 5:7. Sie erreichte das Halbfinale von ’s-Hertogenbosch, das sie nach einem vergebenen Matchball gegen Michaëlla Krajicek verlor.
In Wimbledon kam sie bis ins Viertelfinale, unterlag dort aber erneut Scharapowa mit 1:6, 4:6. Dementjewa gehörte zu den Spielerinnen, die sich über das laute Stöhnen von Scharapowa beschwerten. Trotz ihrer Niederlage bekam sie zum ersten Mal Lob für ihren Aufschlag, den sie nun als Slice spielte und so Geschwindigkeiten von bis zu 180 km/h erreichte. Allerdings hatte sie immer noch Probleme mit dem zweiten Aufschlag, der entweder zu langsam war oder zu einem Doppelfehler führte.
Beim Fed-Cup-Spiel gegen Kroatien gewann sie ihre beiden Einzel. Im August besiegte sie in Los Angeles zunächst Scharapowa und im Finale Jelena Janković mit 6:3, 4:6 und 6:4. Bei den US Open stand sie zum vierten Mal im Viertelfinale, in dem sie diesmal Janković unterlag (2:6, 1:6). In Stuttgart musste sie nach einer umkämpften Partie gegen Katarina Srebotnik im folgenden Match wegen Verletzung aufgeben. In Moskau besiegte sie u. a. Shahar Peer und Patty Schnyder und unterlag dann im Halbfinale Anna Tschakwetadse.
2006 war Dementjewa die einzige der acht Spielerinnen bei den WTA Tour Championships, die beim bedeutenden Saisonabschlussturnier seit dem Jahr 2000 durchgehend dabei war. Nach Niederlagen gegen Scharapowa und Kusnezowa sowie gegen Kim Clijsters schied sie jedoch bereits in der Vorrunde aus.

### 2007
Das Jahr begann mit einer Achtelfinalteilnahme bei den Australian Open, wobei sie gegen Nicole Vaidišová mit 3:6, 3:6 verlor. Beim Turnier von WTA Antwerpen verletzte sie sich im Training vor dem Match gegen ihre Landsfrau Jelena Lichowzewa und musste bis Ende Februar pausieren. Durch die Pause von sechs Wochen fiel sie erstmals seit September 2003 wieder aus den Top Ten. Am 1. Mai kehrte sie beim Turnier von Warschau wieder zurück, doch es fehlte ihr an Spielpraxis. Sie gewann mit Mühe 6:7, 6:0 und 7:5 gegen Meilen Tu aus den USA und musste sich in der zweiten Runde Venus Williams mit 1:6 und 6:7 geschlagen geben. Bei den German Open in Berlin setzte sie sich in Runde eins gegen Mara Santangelo und in Runde zwei gegen Meghann Shaughnessy jeweils in drei Sätzen durch. Im Achtelfinale unterlag sie ihrer Landsfrau Nadja Petrowa mit 3:6 und 3:6. Beim Tier-I-Turnier von Rom rückte Dementjewa nach Siegen über Maria Elena Camerin, Catalina Castaño und Nadja Petrowa bis ins Viertelfinale vor, das sie gegen Jelena Janković allerdings mit 2:6 und 1:6 verlor, auch wenn dabei viele Spiele umkämpft waren. In Istanbul, dem letzten Turnier vor den French Open, gewann sie das Finale gegen eine starke Aravane Rezaï, die beim Stand von 6:7, 0:3 verletzt aufgeben musste. Dementjewa sicherte sich damit ihren siebten Einzeltitel auf der Tour, den ersten in diesem Jahr.
In Roland Garros erreichte sie allerdings nur die dritte Runde. Nach Siegen über Angelique Kerber und Mathilde Johansson verlor sie in einem schwachen Match, in dem sie beinahe 50 "vermeidbare Fehler" machte, mit 2:6 und 4:6 gegen Marion Bartoli. In Eastbourne, dem Vorbereitungsturnier für Wimbledon, kam sie bis ins Viertelfinale, in dem sie erneut gegen Bartoli verlor. Bei der 1:6-, 0:6 -Niederlage hatte Dementjewa wieder Probleme mit ihrem Aufschlag.
In Wimbledon unterlag sie in der dritten Runde Tamira Paszek mit 6:3, 2:6 und 3:6. Beim Tier-I-Turnier von San Diego besiegte sie Castano, Kerber, Bartoli und ihre Landsfrau Marija Kirilenko und verlor erst im Halbfinale mit 6:74 und 0:6 gegen Patty Schnyder. In Los Angeles besiegte Dementjewa als Titelverteidigerin Makarowa, die US-Amerikanerin Brengle und eine starke Daniela Hantuchová, ehe sie im Viertelfinale mit 3:6, 4:6 an Scharapowa scheiterte.
In Toronto verlor sie nach einem Freilos in Runde eins mit 7:6, 3:6 und 2:6 überraschend gegen Francesca Schiavone. Nach Siegen über Stéphanie Cohen-Aloro und Petra Cetkovská rückte sie bei den US Open bis in Runde drei vor, in der sie Sybille Bammer mit 1:6, 2:6 unterlag. Die Teilnahme an den Tour Championships war damit in weite Ferne gerückt.
Nachdem sie in Peking im Viertelfinale gegen die zurückgekehrte Lindsay Davenport verloren hatte, schaffte sie auch in Stuttgart den Einzug ins Viertelfinale. Nach Siegen über Amélie Mauresmo und Daniela Hantuchová verlor sie nach hartem Kampf mit 4:6 und 4:6 gegen die Weltranglistenerste Justine Henin. Etwas überraschend gewann sie daraufhin ihr Heimatturnier in Moskau; nach Siegen über Wiktoryja Asaranka und Dinara Safina konnte sie im Finale erstmals Serena Williams schlagen. Durch ihren 5:7, 6:1, 6:1-Erfolg rückte Dementjewa wieder in die Top Ten vor, verpasste aber schlussendlich die Teilnahme an den WTA Tour Championships in Madrid.

### 2008

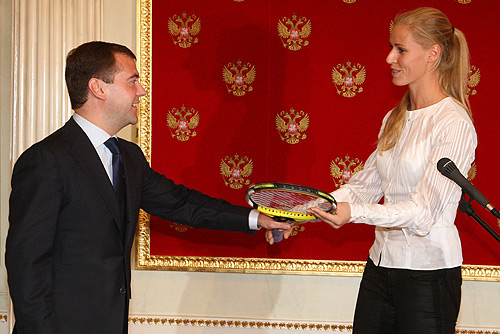
Dementjewa 2008 mit Dmitri Medwedew

Bei den Australian Open kam sie wieder nur bis ins Achtelfinale, sie verlor dort gegen die spätere Siegerin Scharapowa mit 2:6, 0:6. Beim Turnier von Paris verlor sie im Halbfinale nach Matchbällen gegen die junge Ungarin Ágnes Szávay mit 3:6, 6:1 und 5:7. Anfang März gewann sie ihren neunten Einzeltitel auf der Tour. In Dubai besiegte sie Patty Schnyder, Aljona Bondarenko, Ana Ivanović, Francesca Schiavone (die zuvor Justine Henin besiegt hatte) und im Finale Swetlana Kusnezowa mit 4:6, 6:3 und 6:2. Den Erfolg hatte sie sich hart erkämpft, denn die Partien gegen Ivanović und Schiavone dauerten jeweils knapp drei Stunden. Bei den Sony Ericsson Open in Miami musste sie ihr Viertelfinalmatch gegen Janković aufgrund einer Schulterverletzung aufgeben. Trotzdem rückte sie in der Weltrangliste wieder auf Rang acht vor.
Bei den French Open schied Dementjewa im Viertelfinale gegen Dinara Safina aus. In Wimbledon erreichte sie nach Siegen unter anderem über Nadja Petrowa zum ersten Mal das Halbfinale, das sie gegen Venus Willams verlor.
Bei den Olympischen Spielen in Peking besiegte sie unter anderem Serena Williams. Im rein russischen Finale bezwang sie Dinara Safina mit 3:6, 7:5 und 6:3 und gewann nach der silbernen von Sydney im Jahr 2000 nun die Goldmedaille.
Bei den US Open kam sie nach Siegen über Li Na im Achtel- und Patty Schnyder im Viertelfinale ins Halbfinale, das sie mit 4:6, 4:6 gegen Jelena Janković verlor. In der Weltrangliste erreichte sie mit Rang 4 wieder ihre beste Platzierung, die sie bereits im Oktober 2004 eingenommen hatte.
Nachdem sie in Tokio und Stuttgart jeweils das Viertelfinale erreicht hatte, ging sie beim Kremlin Cup in Moskau als Titelverteidigerin an den Start. Dieses Mal war allerdings im Halbfinale Schluss, sie unterlag der Weltranglistenersten Jelena Janković mit 6:0, 1:6 und 0:6. Zwei Wochen danach besiegte sie im Finale von Luxemburg Caroline Wozniacki und gewann ihren elften Titel. Bereits im September hatte sie die Qualifikation für die WTA Tour Championships in Doha geschafft. In ihrer Gruppe besiegte sie dort ihre Landsfrauen Safina und (die für Serena Williams nachgerückte) und Petrowa und verlor gegen Venus Williams. Damit erreichte sie zum ersten Mal seit 2000 wieder das Halbfinale, das sie mit 6:7, 6:3 und 3:6 gegen Wera Swonarjowa verlor. Das Jahr 2008 schloss sie auf Position 4 ab.

### 2009

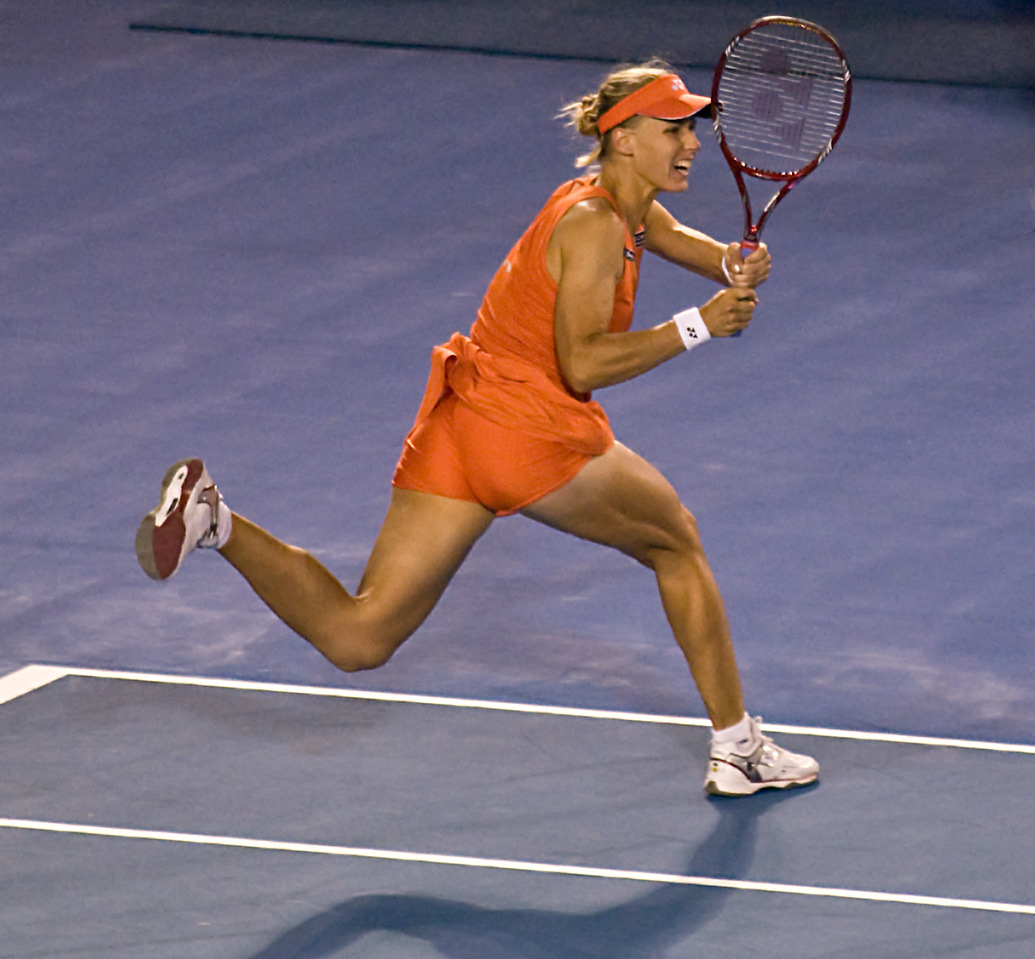
2009 bei den Australian Open

Zu Beginn des Jahres konnte Dementjewa gleich zwei Turniersiege verbuchen. Zunächst besiegte sie beim WTA-Turnier in Auckland ihre Landsfrau Jelena Wesnina mit 6:4 und 6:1. Eine Woche später schlug sie im Halbfinale von Sydney Serena Williams klar in zwei Sätzen und im Finale Dinara Safina mit 6:3, 2:6 und 6:1. Bei den Australian Open erreichte sie nach vier Achtelfinalteilnahmen erstmals das Halbfinale, das sie mit 3:6 und 4:6 gegen die spätere Siegerin Serena Williams verlor. Beim Hallenturnier von Paris unterlag sie im Finale Amélie Mauresmo in drei Sätzen. In Dubai verlor sie als Titelverteidigerin im Viertelfinale mit 3:6 und 3:6 gegen Venus Williams. Nach dem frühen Aus in Indian Wells gelang ihr in Miami der Sprung ins Achtelfinale, das sie gegen die Wozniacki verlor. In der nach dem Turnier veröffentlichten Weltrangliste stand sie zum ersten Mal in ihrer Karriere auf Platz 3. Sie war erst die sechste Russin, der dies gelungen war.
Im Halbfinale von Charleston verlor sie erneut gegen Wozniacki, wenn auch knapp in drei Sätzen. Beim Turnier von Stuttgart erreichte sie ebenfalls das Halbfinale. In Madrid war gegen Mauresmo im Achtelfinale Schluss. Bei den French Open verlor sie bereits in der dritten Runde mit 3:6, 6:4 und 1:6 gegen Samantha Stosur. In Wimbledon erreichte sie wie im Vorjahr das Halbfinale, das sie nach hartem Kampf und einem vergebenen Matchball gegen die spätere Siegerin Serena Williams mit 7:6, 5:7 und 6:8 verlor. Den Rogers Cup in Toronto, eines der Vorbereitungsturniere für die US Open, beendete sie mit einem 6:4, 6:3-Finalsieg über Scharapowa. Bei den US Open unterlag sie dann in der zweiten Runde in drei Sätzen der US-Amerikanerin Melanie Oudin.
Laut WTA hatte sie sich Mitte September erneut für die WTA Tour Championships qualifiziert. In Tokio, wo Dementjewa bereits 2006 gewonnen hatte, verlor sie in der zweiten Runde gegen Kateryna Bondarenko. In Peking verlor sie im Viertelfinale mit 5:7 und 3:6 gegen die spätere Finalistin Agnieszka Radwańska.
Bei den abschließenden WTA Tour Championships in Doha schied sie bereits nach der Vorrunde aus. Sie verlor ihre Gruppenspiele gegen Serena Williams (2:6, 4:6) und Swetlana Kusnezowa (3:6, 2:6). Der Sieg gegen Venus Williams mit 3:6, 7:6 und 6:2 hatte nur noch statistischen Wert.
Dementjewa schloss das Jahr auf Weltranglistenposition 5 ab.

### 2010: Karriereende
Zu Beginn des Jahres konnte sie ihren Titel beim Turnier von Sydney mit Siegen u. a. über Safina und Asaranka verteidigen. Im Finale bezwang sie Serena Williams mit 6:3 und 6:2.
Bei den Australian Open verlor sie bereits in der zweiten Runde in einem engen Match gegen die zurückgekehrte Justine Henin mit 5:7 und 6:7.
Beim Hallenturnier von Paris gewann Dementjewa ihren 16. Einzeltitel. Im Finale besiegte sie Lucie Šafářová mit 6:7, 6:1 und 6:4. Beim Turnier von Dubai musste sie in Runde zwei aufgrund einer Schulterverletzung beim Stande von 4:6, 1:1 gegen Daniela Hantuchová aufgeben.
Das nächste Turnier bestritt sie bei den Malaysian Open in Kuala Lumpur, wo sie an Nr. 1 gesetzt im Finale mit 3:6 und 2:6 ihrer Landsfrau Alissa Kleibanowa unterlag. In Indian Wells war nach einer Niederlage gegen Agnieszka Radwańska im Viertelfinale Endstation. Nach einem Freilos verlor sie in Miami bereits in Runde zwei mit 3:6 und 2:6 gegen Justine Henin. Die folgenden Sandplatzturniere auf dem Weg nach Roland Garros verliefen ebenso unbefriedigend. In Rom verlor sie im Achtelfinale gegen Ana Ivanović mit 1:6 und 6:7, in Madrid schied sie in der zweiten Runde gegen Alexandra Dulgheru mit 1:6, 6:3 und 5:7 aus.
Auch die French Open endeten mit einer Enttäuschung. Bereits bei ihrem Viertelfinalsieg über Petrowa musste sie kurze Zeit behandelt werden; das Halbfinale gegen die spätere Siegerin Francesca Schiavone musste sie wegen Oberschenkelproblemen nach dem ersten Satz aufgeben.
Wegen einer Wadenverletzung legte Dementjewa acht Wochen Pause ein. Bei ihrem ersten Auftritt danach unterlag sie im Viertelfinale von Stanford Scharapowa in drei Sätzen. Die folgenden Hartplatzturniere verliefen wenig zufriedenstellend. In Cincinnati verlor sie in der zweiten Runde gegen ihre Landsfrau Anastassija Pawljutschenkowa und in Montreal schied sie im Achtelfinale gegen Zheng Jie aus. Beim Turnier von New Haven erreichte sie allerdings das Halbfinale, das sie gegen Caroline Wozniacki mit 6:1, 3:6 und 6:7 verlor.
Die US Open endeten für Dementjewa im Achtelfinale gegen Samantha Stosur. Bei dem über drei Stunden dauernden Match behielt die Australierin mit 6:3, 2:6 und 7:6 die Oberhand.
Beim Turnier von Tokio, das sie 2006 hatte gewinnen können, stieß sie bis ins Finale vor und musste sich dort einmal mehr Wozniacki mit 6:1, 2:6 und 3:6 geschlagen geben. In Peking, dem Ort ihres Olympiatriumphes 2008, verlor sie im Achtelfinale gegen Ivanović in zwei Tiebreaks. Noch während des Turniers wurde bekannt, dass sich Dementjewa bereits zum zehnten Mal für die WTA Tour Championships qualifiziert hatte.
Dort verlor sie ihr Gruppenspiel gegen Wozniacki mit 1:6 und 1:6. Ihr zweites Match gegen Samantha Stosur (4:6, 6:4, 7:6) sollte ihr letzter Sieg sein.
Nach dem letzten Vorrundenspiel gegen Francesca Schiavone, das sie mit 4:6 und 2:6 verlor, gab Dementjewa am 29. Oktober 2010 ihren Abschied vom Profitennis bekannt. Ein Titelgewinn bei einem Grand-Slam-Turnier war ihr verwehrt geblieben.

## Persönliches
Am 16. Juli 2011 heiratete Jelena Dementjewa den russischen Eishockeyspieler Maxim Afinogenow.

## Turniersiege

### Einzel
| Nr. | Datum              | Turnier       | Kategorie         | Belag             | Finalgegnerin      | Ergebnis          |
| --- | ------------------ | ------------- | ----------------- | ----------------- | ------------------ | ----------------- |
| 1.  | 20. April 2003     | Amelia Island | WTA Tier II       | Sand              | Lindsay Davenport  | 4:6, 7:5, 6:3     |
| 2.  | 14. September 2003 | Bali          | WTA Tier III      | Hartplatz         | Chanda Rubin       | 6:2, 6:1          |
| 3.  | 21. September 2003 | Shanghai      | WTA Tier III      | Hartplatz         | Chanda Rubin       | 6:3, 7:66         |
| 4.  | 3. Oktober 2004    | Hasselt       | WTA Tier III      | Hartplatz (Halle) | Jelena Bowina      | 0:6, 6:0, 6:4     |
| 5.  | 5. Februar 2006    | Tokio         | WTA Tier I        | Teppich (Halle)   | Martina Hingis     | 6:2, 6:0          |
| 6.  | 13. August 2006    | Los Angeles   | WTA Tier II       | Hartplatz         | Jelena Janković    | 6:3, 4:6, 6:4     |
| 7.  | 26. Mai 2007       | Istanbul      | WTA Tier III      | Sand              | Aravane Rezaï      | 7:65, 3:0 Aufgabe |
| 8.  | 14. Oktober 2007   | Moskau        | WTA Tier I        | Hartplatz (Halle) | Serena Williams    | 5:7, 6:1, 6:1     |
| 9.  | 1. März 2008       | Dubai         | WTA Tier II       | Hartplatz         | Swetlana Kusnezowa | 4:6, 6:3, 6:2     |
| 10. | 17. August 2008    | Peking        | Olympische Spiele | Hartplatz         | Dinara Safina      | 3:6, 7:5, 6:3     |
| 11. | 26. Oktober 2008   | Luxemburg     | WTA Tier III      | Hartplatz (Halle) | Caroline Wozniacki | 2:6, 6:4, 7:64    |
| 12. | 11. Januar 2009    | Auckland      | WTA International | Hartplatz         | Jelena Wesnina     | 6:4, 6:1          |
| 13. | 16. Januar 2009    | Sydney        | WTA Premier       | Hartplatz         | Dinara Safina      | 6:3, 2:6, 6:1     |
| 14. | 23. August 2009    | Toronto       | WTA Premier 5     | Hartplatz         | Marija Scharapowa  | 6:4, 6:3          |
| 15. | 15. Januar 2010    | Sydney        | WTA Premier       | Hartplatz         | Serena Williams    | 6:3, 6:2          |
| 16. | 14. Februar 2010   | Paris         | WTA Premier       | Hartplatz (Halle) | Lucie Šafářová     | 6:75, 6:1, 6:4    |

### Doppel
| Nr. | Datum             | Turnier          | Kategorie              | Belag             | Partnerin          | Finalgegnerinnen                           | Ergebnis       |
| --- | ----------------- | ---------------- | ---------------------- | ----------------- | ------------------ | ------------------------------------------ | -------------- |
| 1.  | 12. Mai 2002      | Berlin           | WTA Tier I             | Sand              | Janette Husárová   | Daniela Hantuchová Arantxa Sánchez Vicario | 0:6, 7:63, 6:2 |
| 2.  | 4. August 2002    | San Diego        | WTA Tier II            | Hartplatz         | Janette Husárová   | Daniela Hantuchová Ai Sugiyama             | 6:2, 6:4       |
| 3.  | 6. Oktober 2002   | Moskau           | WTA Tier I             | Teppich (Halle)   | Janette Husárová   | Jelena Dokić Nadja Petrowa                 | 2:6, 6:3, 7:67 |
| 4.  | 11. November 2002 | Los Angeles      | WTA Tour Championships | Hartplatz (Halle) | Janette Husárová   | Cara Black Jelena Lichowzewa               | 4:6, 6:4, 6:3  |
| 5.  | 21. Juni 2003     | ’s-Hertogenbosch | WTA Tier III           | Rasen             | Lina Krasnoruzkaja | Nadja Petrowa Mary Pierce                  | 2:6, 6:3, 6:4  |
| 6.  | 14. August 2005   | Los Angeles      | WTA Tier II            | Hartplatz         | Flavia Pennetta    | Angela Haynes Bethanie Mattek              | 6:2, 6:4       |

## Karrierestatistik und Turnierbilanz

### Einzel
| Turnier                      | 1995              | 1996              | 1997              | 1998              | 1999              | 2000              | 2001              | 2002              | 2003              | 2004              | 2005              | 2006              | 2007              | 2008              | 2009              | 2010              | Titel / Teiln. | Titel / Teiln. |
| ---------------------------- | ----------------- | ----------------- | ----------------- | ----------------- | ----------------- | ----------------- | ----------------- | ----------------- | ----------------- | ----------------- | ----------------- | ----------------- | ----------------- | ----------------- | ----------------- | ----------------- | -------------- | -------------- |
| Australian Open              | –                 | –                 | –                 | –                 | 2                 | 3                 | 3                 | AF                | 1                 | 1                 | AF                | 1                 | AF                | AF                | HF                | 2                 | 0 / 12         | 0 / 12         |
| French Open                  | –                 | –                 | –                 | –                 | 2                 | 2                 | 2                 | AF                | 1                 | F                 | AF                | 3                 | 3                 | VF                | 3                 | HF                | 0 / 12         | 0 / 12         |
| Wimbledon                    | –                 | –                 | –                 | –                 | 1                 | 1                 | 3                 | AF                | AF                | 1                 | AF                | VF                | 3                 | HF                | HF                | –                 | 0 / 11         | 0 / 11         |
| US Open                      | –                 | –                 | –                 | Q1                | 3                 | HF                | AF                | 2                 | AF                | F                 | HF                | VF                | 3                 | HF                | 2                 | AF                | 0 / 12         | 0 / 12         |
| Tour Championships           | –                 | –                 | –                 | –                 | –                 | HF                | 1                 | 1                 | RR                | RR                | RR                | RR                | –                 | HF                | RR                | RR                | 0 / 10         | 0 / 10         |
| Dubai                        | n. a. bzw. a. K.  | n. a. bzw. a. K.  | n. a. bzw. a. K.  | n. a. bzw. a. K.  | n. a. bzw. a. K.  | n. a. bzw. a. K.  | n. a. bzw. a. K.  | n. a. bzw. a. K.  | n. a. bzw. a. K.  | n. a. bzw. a. K.  | n. a. bzw. a. K.  | n. a. bzw. a. K.  | n. a. bzw. a. K.  | n. a. bzw. a. K.  | VF                | 2                 | 0 / 2          | 0 / 2          |
| Indian Wells                 | a. K.             | a. K.             | –                 | –                 | –                 | HF                | VF                | 3                 | AF                | –                 | HF                | F                 | –                 | –                 | 2                 | VF                | 0 / 8          | 0 / 8          |
| Miami                        | –                 | –                 | –                 | –                 | –                 | AF                | HF                | VF                | 2                 | F                 | VF                | AF                | –                 | VF                | AF                | 2                 | 0 / 10         | 0 / 10         |
| Hilton Head Island           | –                 | –                 | –                 | –                 | –                 | AF                | nicht ausgetragen | nicht ausgetragen | nicht ausgetragen | nicht ausgetragen | nicht ausgetragen | nicht ausgetragen | nicht ausgetragen | nicht ausgetragen | nicht ausgetragen | nicht ausgetragen | 0 / 1          | 0 / 1          |
| Charleston                   | nicht ausgetragen | nicht ausgetragen | nicht ausgetragen | nicht ausgetragen | nicht ausgetragen | nicht ausgetragen | –                 | 2                 | AF                | AF                | F                 | –                 | –                 | HF                | a. K.             | a. K.             | 0 / 5          | 0 / 5          |
| Berlin                       | –                 | –                 | –                 | –                 | –                 | VF                | –                 | 1                 | 1                 | AF                | –                 | AF                | AF                | F                 | n. a.             | n. a.             | 0 / 7          | 0 / 7          |
| Rom                          | –                 | –                 | –                 | –                 | 2                 | 2                 | –                 | 1                 | –                 | 2                 | 2                 | VF                | VF                | –                 | –                 | AF                | 0 / 8          | 0 / 8          |
| Madrid                       | n. a. bzw. a. K.  | n. a. bzw. a. K.  | n. a. bzw. a. K.  | n. a. bzw. a. K.  | n. a. bzw. a. K.  | n. a. bzw. a. K.  | n. a. bzw. a. K.  | n. a. bzw. a. K.  | n. a. bzw. a. K.  | n. a. bzw. a. K.  | n. a. bzw. a. K.  | n. a. bzw. a. K.  | n. a. bzw. a. K.  | n. a. bzw. a. K.  | AF                | 2                 | 0 / 2          | 0 / 2          |
| Cincinnati                   | n. a. bzw. a. K.  | n. a. bzw. a. K.  | n. a. bzw. a. K.  | n. a. bzw. a. K.  | n. a. bzw. a. K.  | n. a. bzw. a. K.  | n. a. bzw. a. K.  | n. a. bzw. a. K.  | n. a. bzw. a. K.  | n. a. bzw. a. K.  | n. a. bzw. a. K.  | n. a. bzw. a. K.  | n. a. bzw. a. K.  | n. a. bzw. a. K.  | HF                | 2                 | 0 / 2          | 0 / 2          |
| San Diego                    | andere Kategorie  | andere Kategorie  | andere Kategorie  | andere Kategorie  | andere Kategorie  | andere Kategorie  | andere Kategorie  | andere Kategorie  | andere Kategorie  | HF                | 2                 | VF                | HF                | n. a. bzw. a. K.  | n. a. bzw. a. K.  | n. a. bzw. a. K.  | 0 / 4          | 0 / 4          |
| Kanada                       | –                 | –                 | –                 | –                 | –                 | 1                 | AF                | 2                 | HF                | 2                 | –                 | –                 | 2                 | 2                 | S                 | AF                | 1 / 9          | 1 / 9          |
| Tokio                        | –                 | –                 | –                 | –                 | –                 | –                 | –                 | AF                | VF                | AF                | VF                | S                 | HF                | VF                | 2                 | F                 | 1 / 9          | 1 / 9          |
| Moskau                       | a. K.             | a. K.             | 1                 | 1                 | 1                 | VF                | F                 | AF                | HF                | F                 | HF                | HF                | S                 | HF                | a. K.             | a. K.             | 1 / 12         | 1 / 12         |
| Peking                       | nicht ausgetragen | nicht ausgetragen | nicht ausgetragen | nicht ausgetragen | nicht ausgetragen | nicht ausgetragen | nicht ausgetragen | nicht ausgetragen | nicht ausgetragen | nicht ausgetragen | nicht ausgetragen | nicht ausgetragen | nicht ausgetragen | nicht ausgetragen | VF                | AF                | 0 / 2          | 0 / 2          |
| Zürich                       | –                 | –                 | –                 | –                 | 1                 | AF                | 1                 | AF                | AF                | HF                | VF                | AF                | 1                 | n. a. bzw. a. K.  | n. a. bzw. a. K.  | n. a. bzw. a. K.  | 0 / 9          | 0 / 9          |
| Olympische Spiele            | n. a.             | –                 | nicht ausgetragen | nicht ausgetragen | nicht ausgetragen | F                 | nicht ausgetragen | nicht ausgetragen | nicht ausgetragen | 1                 | nicht ausgetragen | nicht ausgetragen | nicht ausgetragen | S                 | n. a.             | n. a.             | 1 / 3          | 1 / 3          |
| Fed Cup                      | –                 | –                 | –                 | –                 | F                 | –                 | F                 | 1                 | HF                | –                 | S                 | HF                | –                 | –                 | HF                | HF                | 1 / 8          | 1 / 8          |
| Statistik                    | Statistik         | Statistik         | Statistik         | Statistik         | Statistik         | Statistik         | Statistik         | Statistik         | Statistik         | Statistik         | Statistik         | Statistik         | Statistik         | Statistik         | Statistik         | Statistik         | S/N            | Sieg%          |
| Turnierteilnahmen            | 1                 | 4                 | 5                 | 12                | 18                | 23                | 22                | 26                | 27                | 22                | 20                | 21                | 20                | 19                | 20                | 20                | Gesamt: 280    | Gesamt: 280    |
| Erreichte Finals             | 0                 | 1                 | 2                 | 1                 | 0                 | 1                 | 2                 | 1                 | 3                 | 5                 | 2                 | 3                 | 2                 | 5                 | 4                 | 4                 | Gesamt: 36     | Gesamt: 36     |
| Gewonnene Titel              | 0                 | 1                 | 1                 | 1                 | 0                 | 0                 | 0                 | 0                 | 3                 | 1                 | 0                 | 2                 | 2                 | 3                 | 3                 | 2                 | Gesamt: 19     | Gesamt: 19     |
| Hartplatz-Siege/-Niederlagen | 1:1               | 6:1               | 5:0               | 9:5               | 19:9              | 25:11             | 17:11             | 13:11             | 24:13             | 26:14             | 27:14             | 21:11             | 19:9              | 33:10             | 39:12             | 32:14             | 316:146        | 68 %           |
| Sand-Siege/-Niederlagen      | 0:0               | 0:1               | 6:3               | 10:5              | 13:7              | 8:4               | 8:4               | 11:8              | 10:6              | 8:5               | 12:4              | 9:5               | 12:4              | 14:4              | 10:4              | 9:4               | 140:68         | 67 %           |
| Rasen-Siege/-Niederlagen     | 0:0               | 0:0               | 0:0               | 0:0               | 2:2               | 0:1               | 2:2               | 7:2               | 7:3               | 0:1               | 3:2               | 6:2               | 3:2               | 7:2               | 6:2               | 0:0               | 43:21          | 67 %           |
| Teppich-Siege/-Niederlagen   | 0:0               | 2:1               | 3:1               | 8:1               | 7:3               | 7:6               | 8:5               | 6:6               | 8:3               | 5:3               | 3:2               | 11:3              | 7:3               | 2:1               | 0:0               | 0:0               | 77:38          | 67 %           |
| Gesamt-Siege/-Niederlagen    | 1:1               | 8:3               | 14:4              | 27:11             | 41:21             | 40:22             | 35:22             | 37:27             | 49:25             | 39:23             | 45:22             | 47:21             | 41:18             | 56:17             | 55:18             | 41:18             | 576:273        | 68 %           |
| Sieg%                        | 50 %              | 73 %              | 78 %              | 71 %              | 66 %              | 65 %              | 61 %              | 58 %              | 66 %              | 63 %              | 67 %              | 69 %              | 69 %              | 77 %              | 75 %              | 69 %              | Gesamt:        | 68 %           |
| Jahresendposition            | –                 | 624               | 355               | 182               | 62                | 12                | 15                | 19                | 8                 | 6                 | 8                 | 8                 | 11                | 4                 | 5                 | 9                 | N/A            | N/A            |

Zeichenerklärung: S = Turniersieg; F, HF, VF, AF = Einzug ins Finale / Halbfinale / Viertelfinale / Achtelfinale; 1, 2, 3 = Ausscheiden in der 1. / 2. / 3. Hauptrunde; RR = Round Robin (Gruppenphase); n. a. = nicht ausgetragen; a. K. = andere Kategorie; PO (Playoff) = Auf- und Abstiegsrunde im Fed Cup; K1, K2, K3 = Teilnahme in der Kontinentalgruppe I, II, III im Fed Cup.
Anmerkung: Diese Statistik berücksichtigt alle Ergebnisse im Einzel, so wie es auf der WTA-Seite steht. Dargestellt sind nur WTA-Turniere der Kategorie Tier I (bis 2008) bzw. die WTA-Turniere der Kategorien Premier Mandatory und Premier 5 (seit 2009).

### Doppel
Die Tabelle listet die Ergebnisse der Grand-Slam-Turniere, der Tour Championships, der Olympischen Spiele, des Fed Cups bzw Billie Jean King Cups und der Turniere folgender Kategorien auf: 1990–2008: Tier I, 2009–2020: Premier Mandatory und Premier 5, ab 2021: WTA 1000.
| Turnier            | 1999 | 2000 | 2001 | 2002 | 2003 | 2004 | 2005 | 2006 | 2007 | Karriere |
| ------------------ | ---- | ---- | ---- | ---- | ---- | ---- | ---- | ---- | ---- | -------- |
| Australian Open    | —    | —    | —    | —    | 2    | 2    | AF   | AF   | AF   | 3 × AF   |
| French Open        | —    | —    | —    | 2    | 2    | AF   | 2    | 2    | —    | 1 × AF   |
| Wimbledon          | —    | —    | —    | 1    | HF   | —    | —    | AF   | 2    | 1 × HF   |
| US Open            | —    | —    | 2    | F    | AF   | HF   | F    | —    | 2    | 2 × F    |
| Tour Championships | —    | —    | —    | S    | —    | —    | —    | —    | —    | 1 × S    |
| Indian Wells       | —    | —    | —    | F    | VF   | —    | AF   | AF   | —    | 1 × F    |
| Miami              | —    | —    | 1    | AF   | 1    | AF   | VF   | —    | —    | 1 × VF   |
| Hilton Head Island | —    | —    |      |      |      |      |      |      |      | —        |
| Charleston         |      |      | —    | AF   | HF   | AF   | —    | —    | —    | 1 × HF   |
| Rom                | —    | —    | —    | AF   | —    | VF   | —    | —    | —    | 1 × VF   |
| Berlin             | —    | —    | —    | S    | 1    | 1    | —    | F    | —    | 1 × S    |
| San Diego          |      |      |      |      |      | VF   | AF   | 1    | —    | 1 × VF   |
| Kanada             | —    | —    | —    | HF   | VF   | —    | —    | —    | AF   | 1 × HF   |
| Tokio              | —    | —    | —    | 1    | 1    | 1    | HF   | 1    | VF   | 1 × HF   |
| München            | —    |      |      |      |      |      |      |      |      | —        |
| Zürich             | —    | —    | 1    | 1    | 1    | —    | VF   | —    | —    | 1 × VF   |
| Moskau             | —    | VF   | F    | S    | 1    | HF   | 1    | —    | —    | 1 × S    |
| Olympische Spiele  |      | —    |      |      |      | 1    |      |      |      | 1 × 1R   |
| Fed Cup            | F    |      | F    | 1    | HF   |      | S    | HF   |      | 1 × S    |

Zeichenerklärung: S = Turniersieg; F, HF, VF, AF = Einzug ins Finale, Halb-, Viertel-, Achtelfinale; 1, 2, 3 = Ausscheiden in der 1., 2., 3. Haupt- / Finalrunde; Q1, Q2, Q3 = Ausscheiden in der 1., 2. 3. Qualifikationsrunde; KF (kleines Finale) = unterlegen im Spiel um Platz drei; RR = Round Robin (Gruppenphase); nicht ausgetragen oder andere Kategorie; PO (Playoff), P2 = Auf-/Abstiegsrunde zur Weltgruppe I/II im Fed Cup; W2, K1, K2, K3 = Teilnahme in der Weltgruppe II, Kontinentalgruppe I, II, III im Fed Cup.